# Promenadenring
Le Promenadenring est un parc paysager municipal situé à Leipzig, et le plus ancien d'Allemagne et l'un des jardins et monuments culturels les plus importants de la ville. Le terme est également utilisé comme synonyme de la rocade du centre-ville de Leipzig (Innenstadtring), une installation de circulation reliée aux espaces verts du Promenadenring. À l'instar de l'Innenstadtring, le Promenadenring mesure environ 3,6 km de long.

## Histoire
Même pendant le mandat du maire Franz Romanus (1671-1741), l'anneau de fortification de la ville était devenu trop étroit et les gens poussés à l'extérieur. La première partie de la promenade avec la Muhmenplatz (Places des nourrices) a été créée entre la Thomaspforte et la Barfusserpforte à l'ouest de l'Innenstadtring. Lorsque les fortifications de la ville s'avérèrent militairement inutiles lors de la guerre de Sept Ans, le souverain s'apprêta en 1763 à céder les installations à la ville. En très peu de temps, une promenade a été créée autour de toute la ville.
Sous le mandat du maire Müller (1728-1801), les premiers aménagements sont aménagés dans un « style anglais ». Les parcs inférieur et supérieur ont été créés dans la zone nord-est de l'Innenstadtring. Le maire Müller a travaillé avec Johann Carl Friedrich Dauthe en tant qu'architecte municipal (1749-1816). « L'extrémité extérieure de la promenade, qui était plantée de nombreux arbres rares et avait de nombreux sièges, formait une large avenue pour les piétons, qui à son tour était bordée par une route. »
Après les ravages de la bataille de Leipzig en 1813, le Promenadenring est rapidement réparé. Le saut suivant dans le développement a eu lieu pendant le mandat du maire Otto Koch (1810-1876). De 1857 à 1859, le parc Lenné est créé dans la zone sud-est de l'Innenstadtring. La ville engagea Otto Wittenberg (1834-1918) comme nouveau jardinier municipal, recommandé par Lenné, le directeur du jardin royal prussien.
Wittenberg a pris sa retraite en 1900. Son successeur fut Carl Hampel, venu de Berlin et dont la première tâche majeure fut la révision de la verdure de la promenade dans la zone du nouvel hôtel de ville (1905) et puis dans la zone de la gare centrale nouvellement construite (à partir de 1910). En 1920, Hampel cède les affaires officielles à son successeur, Nikolaus Molzen. Dans les années qui suivirent, le développement du trafic et enfin la Seconde Guerre mondiale firent des ravages. Malgré les pertes, le Promenadenring a, selon Kathrin Franz, « maintenu sa position exceptionnelle en tant que monument culturel important. »

## Promenade

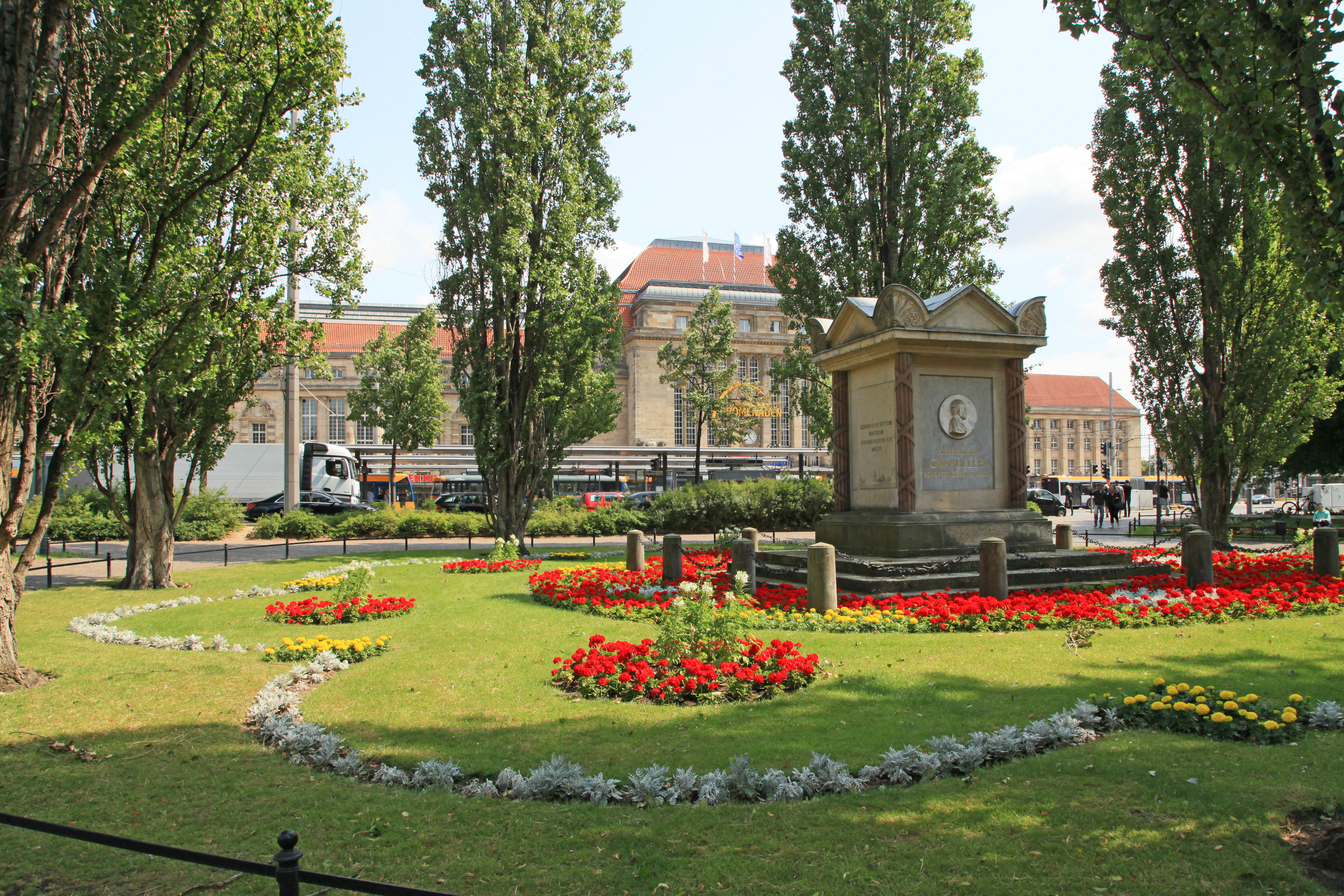
Monument du maire Müller dans le parc inférieur.
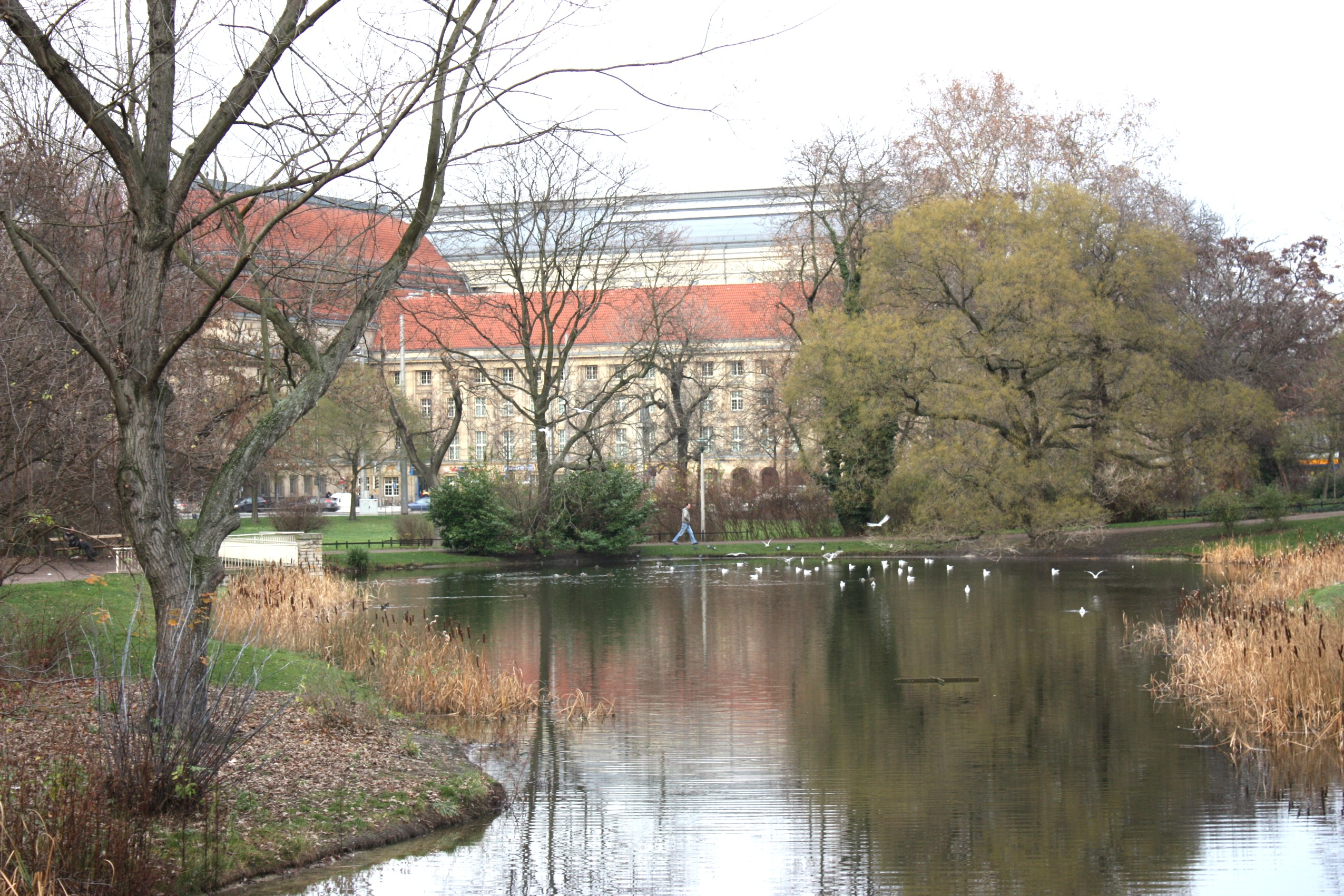
Schwanenteich, vue de la gare principale.
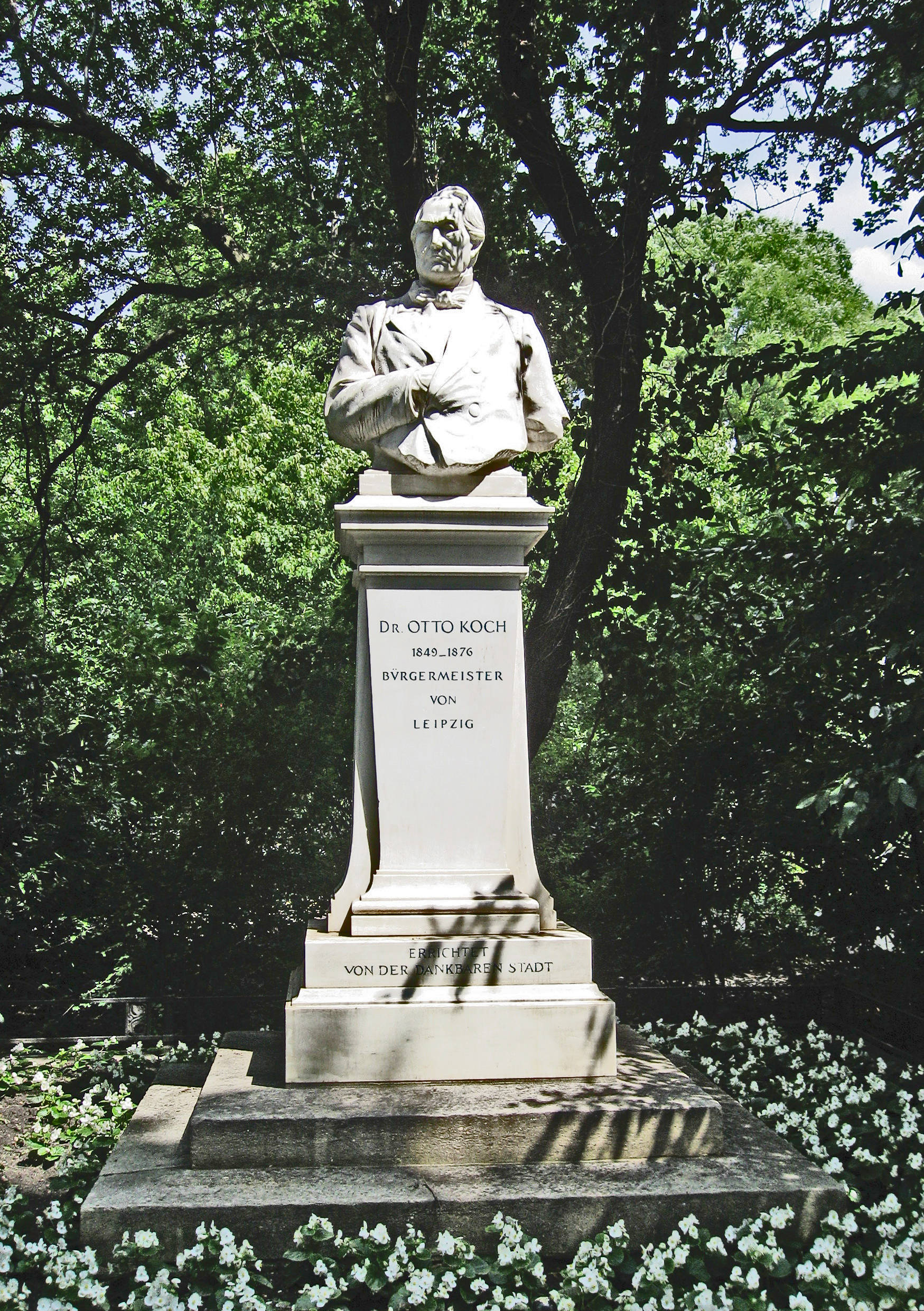
Monument au maire Koch dans le parc Lenné.
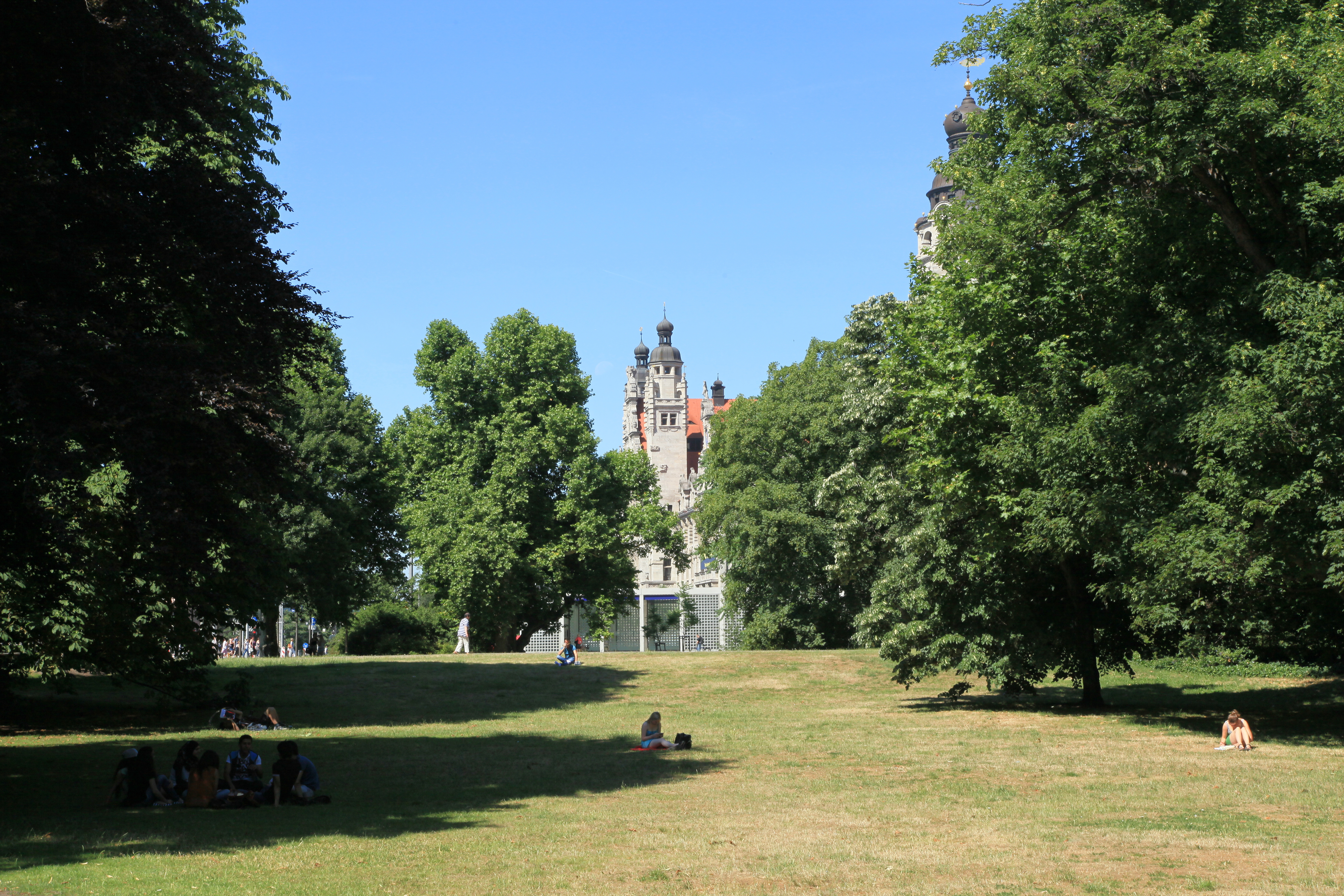
Parc Lenné.
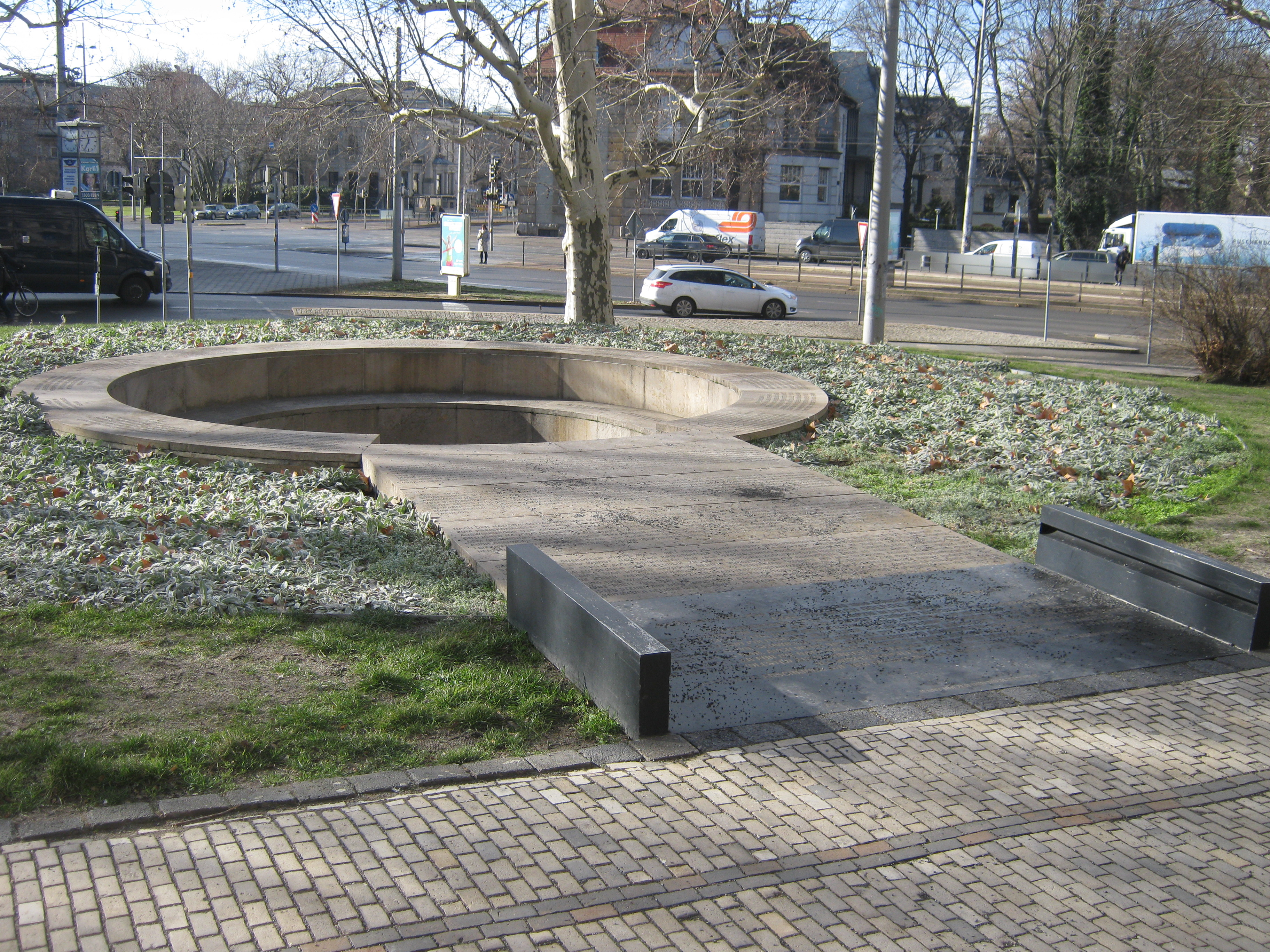
Le monument Goerdeler sur la promenade de Martin-Luther-Ring.
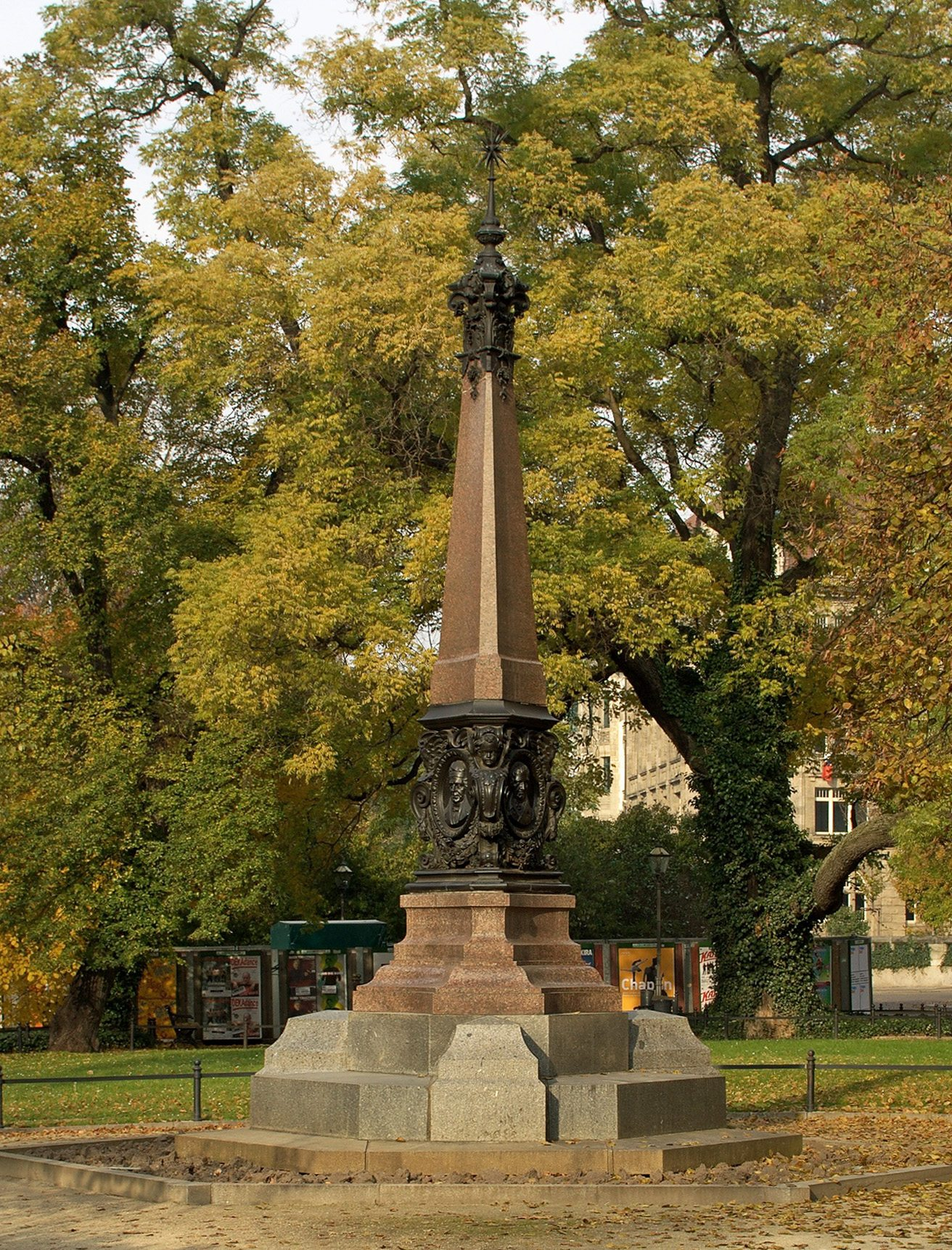
Mémorial de Platon Dolz à Dittrichring.
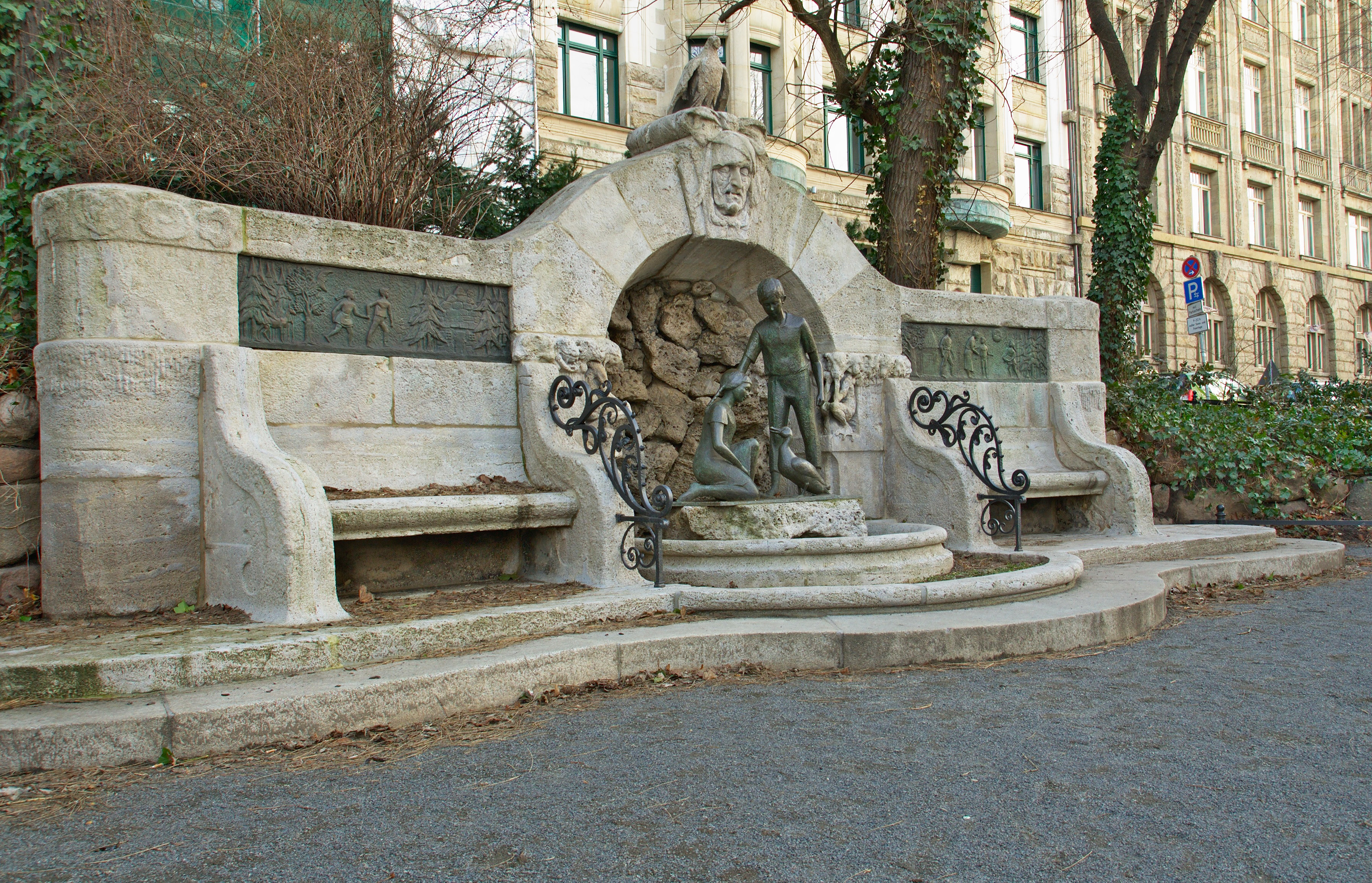
Fontaine de conte de fées Dittrichring.
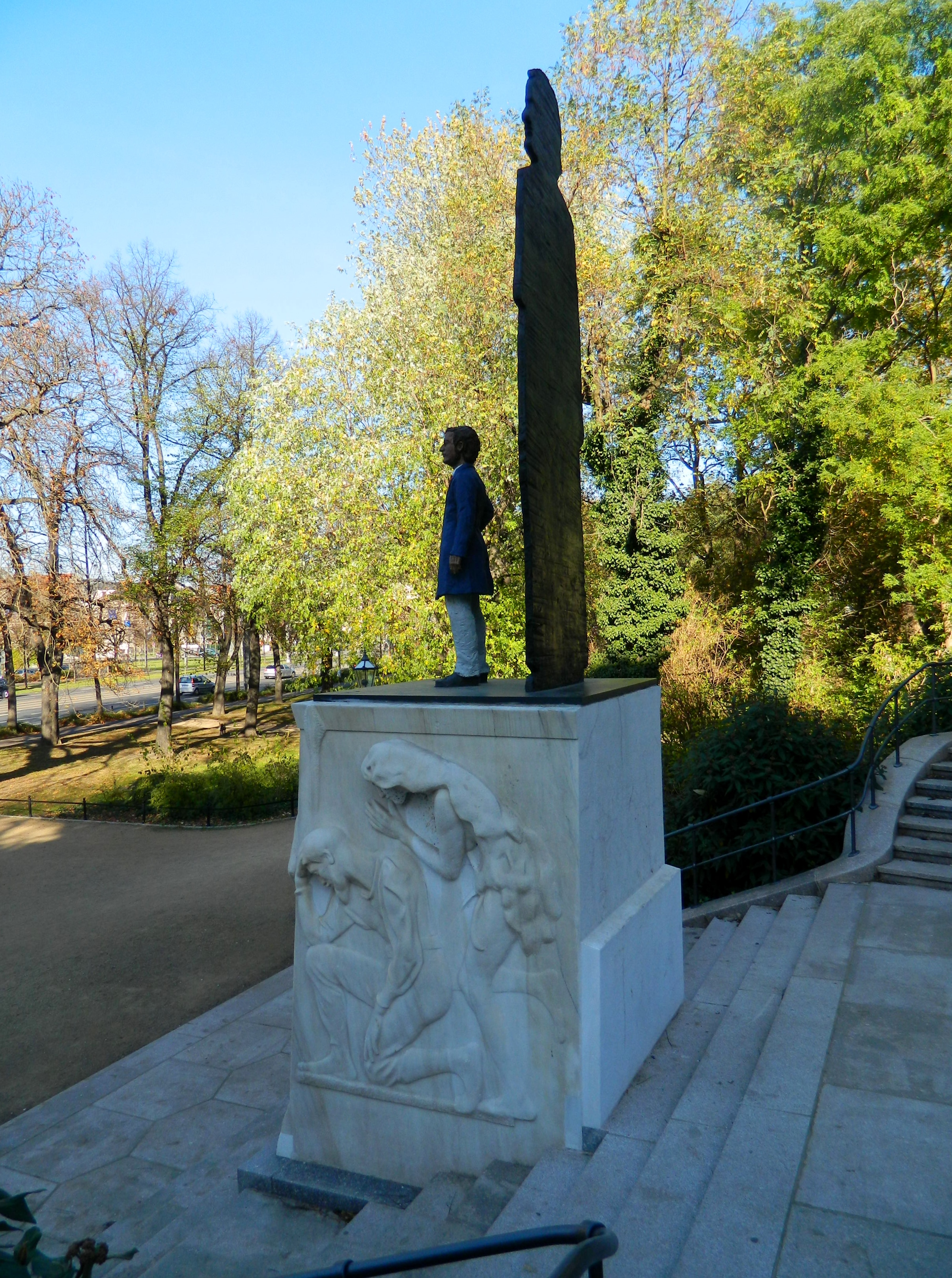
Statue du jeune Richard Wagner (2013).

### Parc inférieur
Le parc inférieur (aujourd'hui également appelé Müller-Park) est situé au nord-est de l'innenstadtring en face de la gare principale, s'étendant entre Richard-Wagner-Straße et Willy-Brandt-Platz. Le parc inférieur, comme le parc supérieur, a été créé sous le mandat du maire Carl Wilhelm Müller à partir de 1777. Aujourd'hui, l'élément déterminant est le rond-point planté de peupliers avec le monument Müller, qui a été érigé sous cette forme après la construction de la gare principale de 1910 à 1915 par le directeur de jardin de Leipzig Carl Hampel a été conçue.

### Parc supérieur (Park am Schwanenteich)
Le parc supérieur, qui était à l'origine relié au parc inférieur, en est maintenant séparé par la Goethestrasse. Surtout, la partie avec le Schwanenteich a été préservée, tandis que la Schneckenberg (montagne aux escargots) n'existe plus. Lors de l'aménagement du parc en 1780, une partie des anciennes douves aquifères de la ville a été transformée en étang. Une partie de la grande prairie et de la route historique a été préservée ici. Jusque dans les années 1860, le « Schneckenberg » était situé à l'emplacement de l'opéra. Là, on dit que Theodor Körner a écrit « la chasse sauvage et audacieuse de Lützow ». Dans ce parc, se trouve aussi un buste de Richard Wagner.

### Augustusplatz
Augustusplatz jouxte le parc supérieur sur le côté est de l'Innenstadtring. Même avant 1800, la place devant la porte de la ville de Grimma était conçue avec deux pelouses rondes entourées d'arbres. La version architecturale débute en 1830 avec l'érection de bâtiments représentatifs. En 1857, Peter Joseph Lenné a prévu un encadrement avec des avenues et des décorations formelles représentatives pour Augustusplatz. Après les destructions de la Seconde Guerre mondiale, il a fallu attendre 1981 pour que la place, désormais baptisée du nom de Karl Marx, fasse l'objet d'une refonte architecturale complète avec la construction du Gewandhaus. Depuis le remaniement en 1998, de nouvelles rangées de tilleuls ont été ajoutées rappellent les plantations originales de la promenade, mais se trouvent à un endroit différent.

### Parc Lenné
Le parc Lenné, également connu sous le nom de Schillerpark, est situé au sud-est de l'Innenstadtring. Le Zwinger dans la zone entre Grimmaische Tor et Peterstor, qui était auparavant utilisé comme pépinière, a été rempli en 1857 à l'initiative du maire Otto Koch et entièrement repensé selon un projet de Peter Joseph Lenné. Au sud du bastion Maurice, la colline dite de la promenade a été élevée, d'où vous pouvez voir la tour du nouvel hôtel de ville (alors : la tour du Pleissembourg) au-dessus d'une douce dépression en forme de vallée. L'installation a été ouverte le 100e anniversaire de Schiller le 10 novembre 1859. En plus d'un monument Schiller, il y a aussi un monument au maire Koch et un certain nombre d'autres monuments dans le complexe.

### Martin-Luther-Ring
À l'angle sud-ouest de l'Innenstadtring, la promenade a été redessinée par le directeur du jardin de la ville, Hampel, après le nouveau bâtiment et l'ouverture de Nouvel hotel de ville de Leipzig au début du XXe siècle. Les espaces verts auparavant plutôt modestes ont reçu une structure formelle avec des plantations ornementales élaborées, souvent liées à la structure du bâtiment et de la façade. Il reste une rangée d'arbres de l'allée de platanes autrefois plantée. En 1999, le monument Goerdeler de l'artiste américain Jenny Holzer a été inauguré ici à Promenadengrün. Le Promenadenring se poursuit de l'autre côté de la rue dans le Fritz-von-Harck-Anlage et le Plastikgarten.

### Dittrichring
Sur le côté ouest de l'Innenstadtring se trouve la partie la plus ancienne du Promenadenring, qui a commencé ici avant la guerre de Sept Ans avec une allée de tilleuls et le Muhmenplatz près de l'Église Saint-Thomas de Leipzig. La vie y était animée, les nounous se rencontraient et les enfants jouaient sous les grands tilleuls. Entre 1903 et 1906, Hampel, directeur des jardins municipaux, a également laissé sa marque dans ce domaine. Autour du monument Plato-Dolz, de l'ancien monument de Bach et devant l'église Saint-Thomas, un espace ouvert représentatif avec des plantations ornementales a été créé, harmonisée avec l'architecture en style historicisme. 
Hampel les a présentés comme un excellent exemple dans un livre spécialisé. À l'approche de l'année 2000, cette conception a été restaurée et une copie du mémorial de Mendelssohn qui avait été démantelé devant l'ancien Gewandhaus en 1936 a été érigée. Plus au nord, dans la zone du Dittrichring supérieur, les promenades ont un aspect forestier dans un espace relativement restreint. Autour de la fontaine de conte de fées créée en 1906 avec des motifs de « Hansel et Gretel », dont les figures de bronze, fondues à des fins d'armures, ont été reproduites en 1963, correspond un décor avec des plantations d'arbustes forestiers et de fougères.

### Goerdelerring / Tröndlinring
Il s'agit de la section nord-ouest de l'Innenstadtring. Parallèlement au Goerdelerring, il y a 350 mètres d'espace vert. Entre autres, un escalier conçu par Max Klinger y fut construit en 1913, qui menait au Matthäikirchhof et sur lequel devait être placée une statue de Richard Wagner conçue par Max Klinger. Le 22 mai 2013, à l'occasion du 200e anniversaire du compositeur, un monument wagnérien de conception moderne de l'artiste Stephan Balkenhol a été inauguré ici. Il convient également de mentionner le monument érigé en 1851 pour le médecin et conférencier de Leipzig Christian Friedrich Samuel Hahnemann (1753-1843). Les plantations décoratives entourant le monument ont été restaurées par Carl Hampel. La Richard-Wagner-Straße devant le Höfe am Brühl ne donne guère d'indication qu'un anneau vert de promenades courait autrefois de ce point au parc inférieur décrit ci-dessus.

## Noms associés

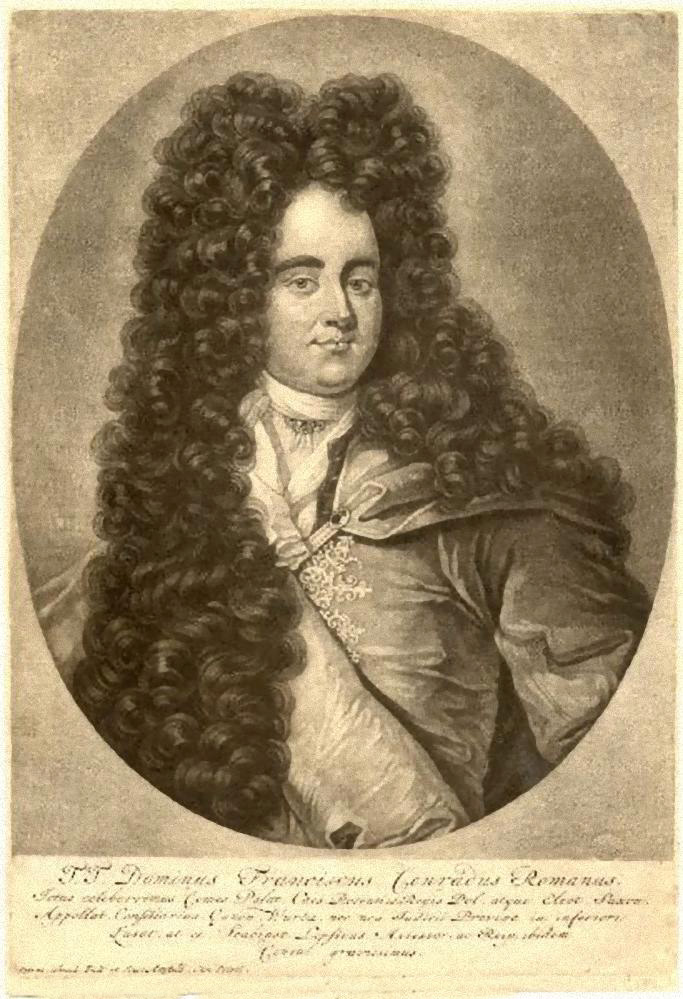
Le maire Franz Romanus vers 1700.
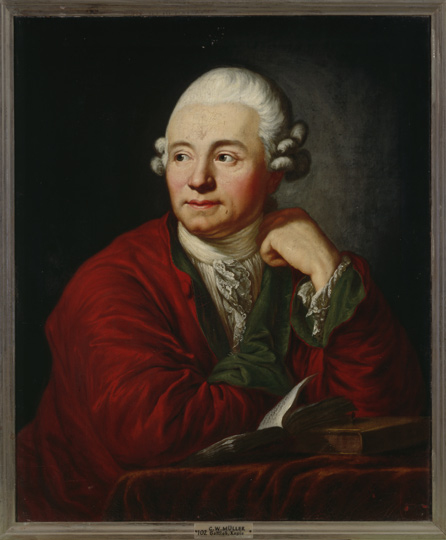
Le maire Carl Wilhelm Müller.
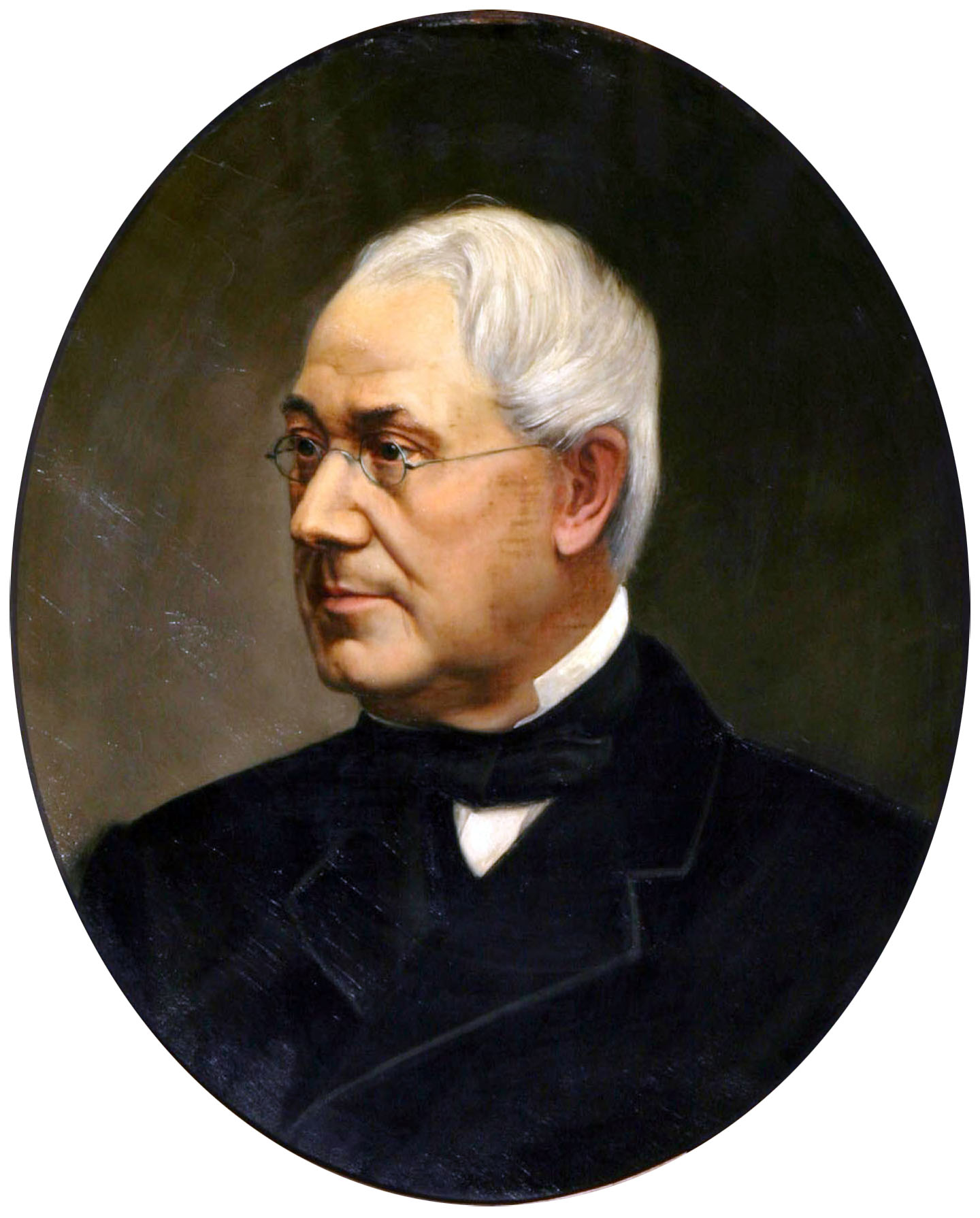
Le maire Otto Koch (vers 1850).
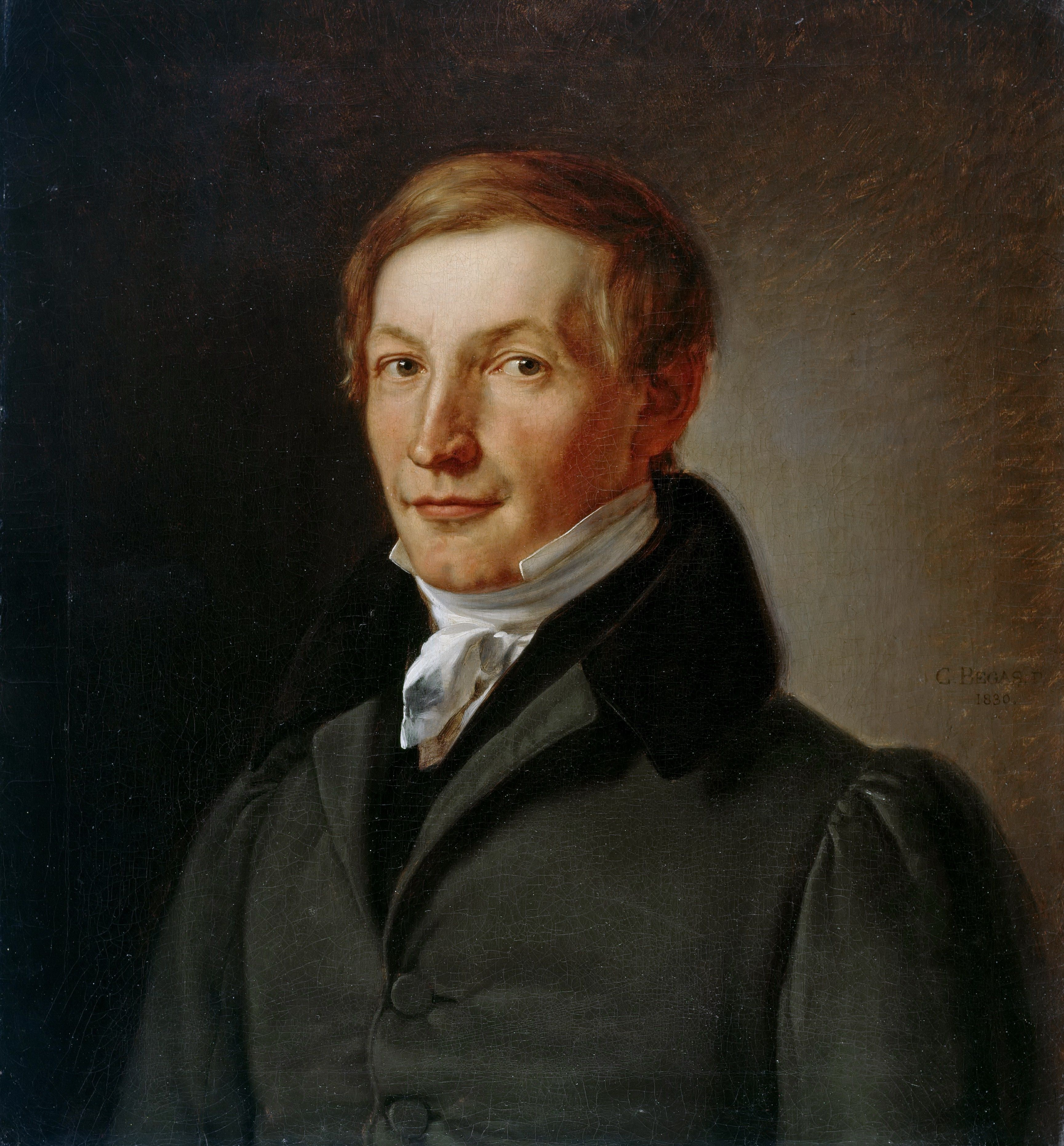
Peter Joseph Lenné.
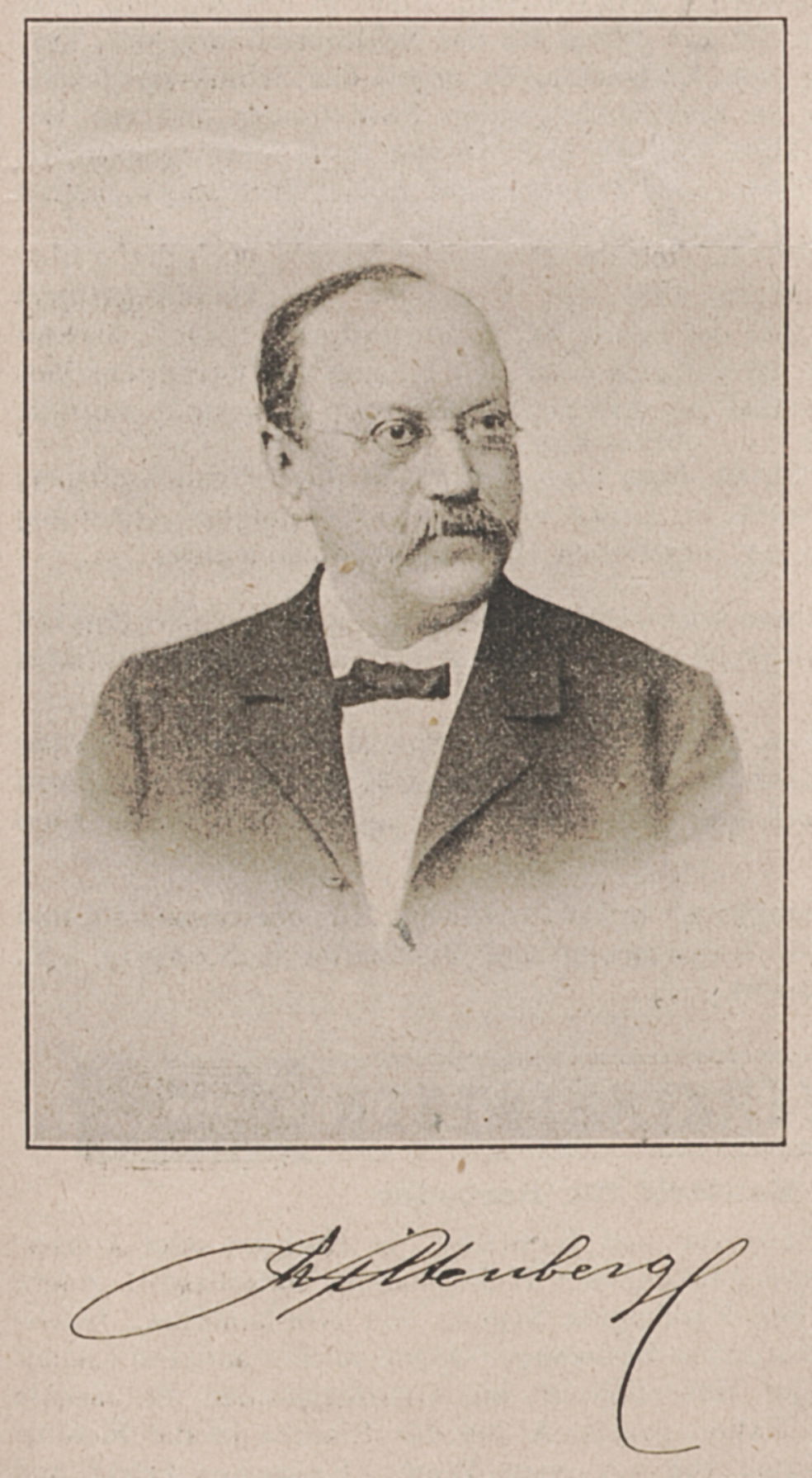
Otto Wittenberg, 1900.
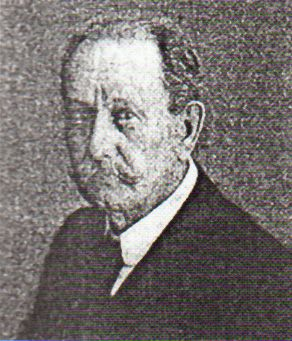
Carl Hampel.

- Franz Conrad Romanus (1671–1746), maire de Leipzig, qui en 1702-1703 fit drainer les douves devant les portes ouest de la ville (entre les portes Barfusser et Thomas) et des allées de tilleuls aménagées sur les murs extérieurs, qui formaient le premier début du dernier Promenadenring.
- Friedrich August II (1696-1763), le souverain saxon qui, après le traité de Hubertsbourg (1763), céda à la ville de Leipzig les fortifications de la ville qui s'étaient avérées inutiles (à l'exception du Pleissembourg).
- Carl Wilhelm Müller (1728-1801), maire de Leipzig, qui, au lieu de les vendre, a sécurisé les remparts des espaces verts publics du Promenadenring et a été honoré d'un monument à son endroit préféré sur la Promenade, en face de la gare principale actuelle.
- Johann Carl Friedrich Dauthe (1749-1816), le premier directeur de la construction de la ville de Leipzig, planifia les espaces verts dans le style anglais alors naissant.
- Carl F. Kühns, 1794 le premier jardinier municipal de la ville de Leipzig.
- Rudolph Siebeck (1812–1878) était le jardinier du conseil municipal de la ville de Leipzig de 1846 à 1857, puis le jardinier du conseil municipal de la ville de Vienne.
- Carl Wilhelm Otto Koch (1810–1876), maire de Leipzig, qui a convaincu le conseil de la conception du complexe de Lenné en 1857 et a ainsi obtenu un grand succès pour Leipzig.
- Peter Joseph Lenné (1789–1866), en tant que directeur général du jardin des jardins royaux prussiens, a également conçu le parc Lenné à Leipzig en 1857 (et immédiatement après le Johannapark à Leipzig ).
- Otto Wittenberg (1834-1918) a travaillé pour Lenné puis a poursuivi le travail en tant que directeur de jardin pendant 40 ans.
- Carl Hampel (1849-1930), était l'employé et le successeur de Wittenberg et a redessiné le Promenadenring dans la zone du Nouvel Hôtel de Ville et du Dittrichring.
- Nikolaus Molzen (1881-1954), employé et successeur de Hampel, n'a pu éviter les interventions du XXe siècle (élargissement des rues, destructions de guerre) sur la promenade verdoyante.

## Citations

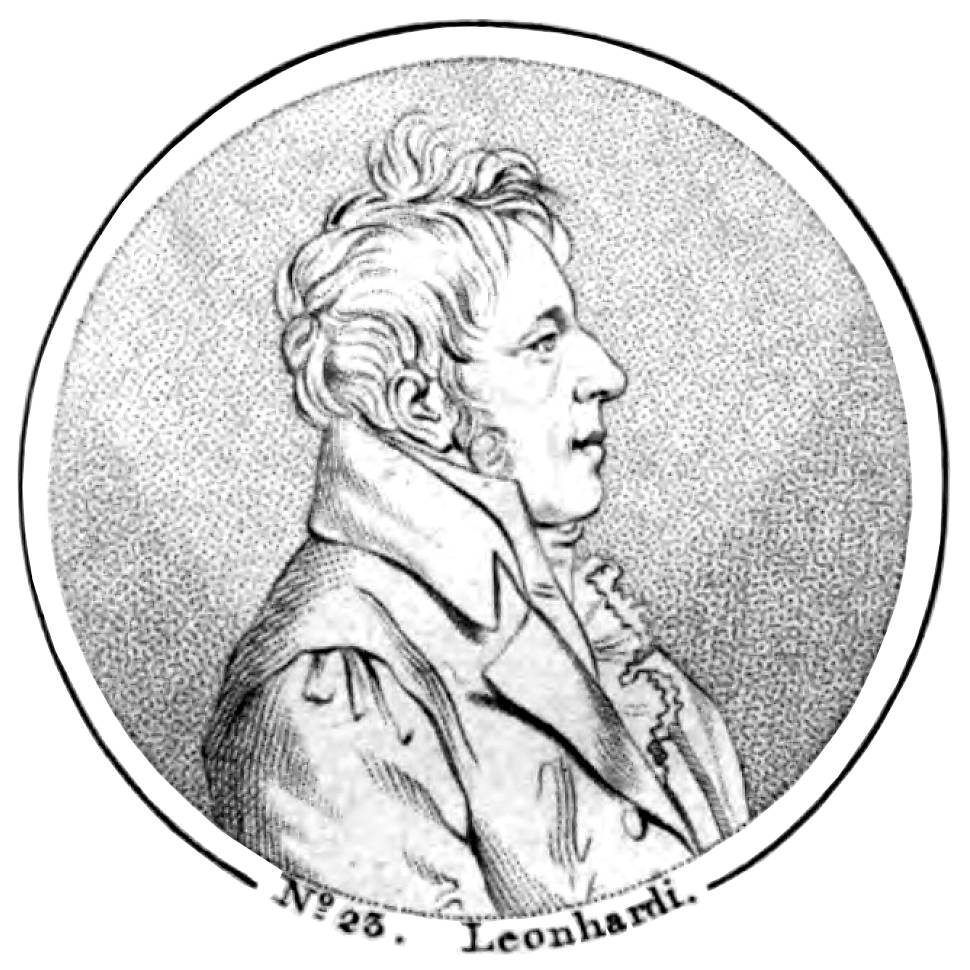
Friedrich Gottlob Leonhardi.